# ケイシー・オレンバーガー
ケイシー・オレンバーガー（Kasey Olenberger, 1978年3月18日 - ）はアメリカ合衆国の元プロ野球選手。ポジションは投手。

## 経緯
メジャー昇格経験なし。
2006年と2009年にはワールドベースボールクラシックイタリア代表にイタリア系アメリカ人として選出された。

## 選手としての特徴
打たせて取る投球が持ち味。